# رانیتیدین
رانیتیدین (به انگلیسی: Ranitidine) دارویی است که کاربرد اصلی آن در درمان زخم معده و گاستریت است. این دارو در درمان کوتاه مدت زخم‌های فعال دوازدهه یا زخم‌های فعال و خوش‌خیم معده، (در مقادیر کم برای پیشگیری از عود زخم دوازدهه مصرف می‌شود)، حالات مرضی ترشح بیش از حد اسید معده مانند نشانگان زولینگر-الیسون، برگشت محتویات معده به مری نیز مورد استفاده قرار می‌گیرد. طبق تحقیقات دانشمندان آمریکا این دارو سرطان‌زا است اما اثبات نشده‌است. در آوریل ۲۰۲۰ این دارو به دلیل نگرانی‌هایی پیرامون سرطان‌زا بودن آن، از بازار آمریکا جمع‌آوری شده‌است. در تاریخ ۲۵ فروردین ۱۳۹۹ سازمان غدا و داروی ایران با انتشار خبری در وب‌سایت خود ضمن اعلام حذف فرآورده‌های رانیتیدین از بازار دارویی کشور، از بیماران خواست مصرف رانیتیدین را متوقف و با پزشک معالج خود برای داروهای جایگزین مشورت کنند.

## مکانیسم اثر
رانیتیدین دارویی است که با مهار گیرنده‌های H2 (هیستامین نوع دو) سلولهای جانبی ترشح اسید معده را کم می‌کند و به درمان ناراحتی‌های ناشی از افزایش اسید معده کمک می‌کند.

## مقادیر مصرف
هر ۱۲ ساعت

### خوراکی
بزرگسالان: در درمان قرحه خوش‌خیم گوارشی، قرحه ناشی از مصرف داروها، بازگشت محتویات معده به مری و سؤهاضمه مزمن مقدار ۱۵۰ میلی‌گرم ۲ بار در روز (صبح و شب) یا ۳۰۰ میلی‌گرم موقع خواب برای مدت ۸–۴ هفته مصرف می‌شود.
در درمان نشانگان زولینگر-الیسون ۱۵۰ میلی‌گرم ۳ بار در روز تا حداکثر g/day6 در مقادیر منقسم مصرف می‌شود.
کودکان: در درمان قرحه گوارشی mg/day۴–۲ دو بار در روز تا حداکثر mg/day۳۰۰ مصرف می‌شود. مقدار مصرف نگهدارنده تا ۱۵۰ میلی‌گرم در شب است.

### تزریقی
برای کاهش اسید معده قبل از اعمال جراحی یا زایمان مقدار ۱۵۰–۵۰ میلی‌گرم ۲–۵/۰ ساعت قبل از القای بیهوشی به صورت عضلانی یا تزریق آهسته وریدی مصرف می‌شود.

## شکل‌هایداروسازی
رانیتیدین به شکل قرص و آمپول و شربت ساخته می‌شود. قرص با میزان کمتر از ۱۵۰ میلی‌گرم بدون نسخه پزشکی است.

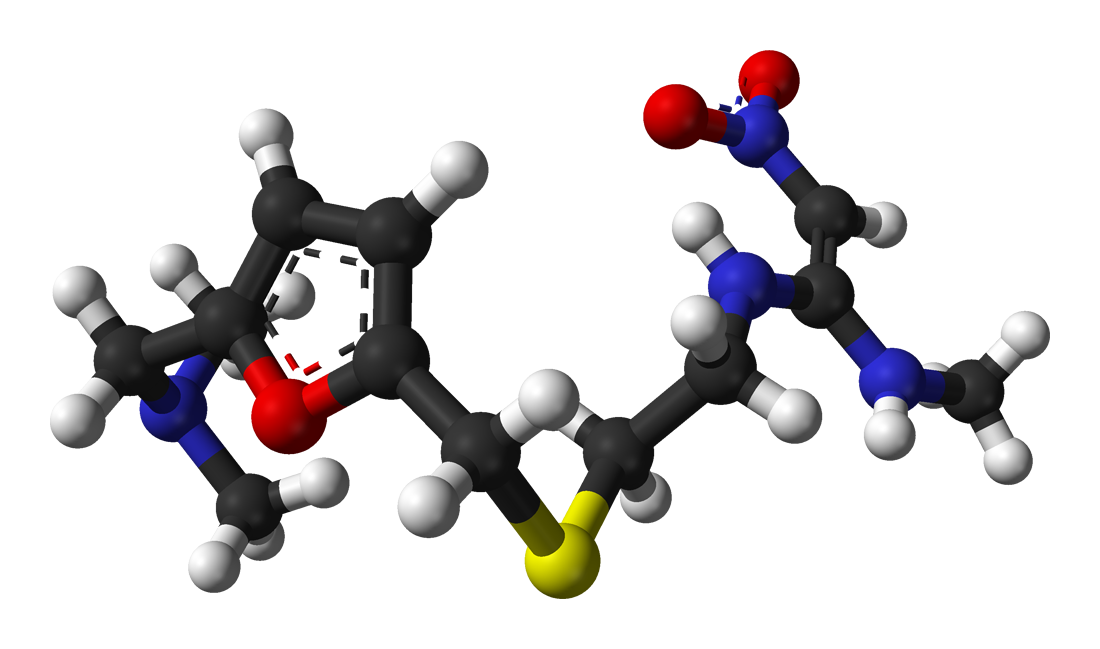
شکل فضایی رانیتیدین

## سفارش‌ها
1. کشیدن سیگار موجب کاهش اثر این دارو می‌شود.
2. در بیماران سالخورده یا مبتلا به نارسایی کبدی یا کلیوی ممکن است به کاهش مقدار مصرف دارو نیاز باشد.
3. در صورت کهیر پوستی مصرف کردن رانیتیدین را قطع کنید و پزشک را مطلع کنید.
4. بیمارانی که به سایمتیدین عدم تحمل نشان می‌دهند، ممکن است این دارو را نیز تحمل نکنند.
5. در سیروز کبدی و ناراحتی‌های کلیوی متوسط تا شدید، خطر بروز عوارض جانبی به خصوص عوارض عصبی دارو وجود دارد.
6. مصرف این دارو بیش از ۱۲ هفته مداوم توصیه نمی‌شود.
7. این دارو جزو داروهای گروه B در بارداری است.

## تداخل دارویی
جذب این دارو در حضور آنتی‌اسیدها کاهش می‌یابد.
با وجود آنکه رانیتیدین در مقایسه با سایمتیدین یک مهارکننده ضعیف‌کننده تر آنزیم‌های کبدی است، با این وجود در مصرف همزمان سایر داروها با این دارو باید احتیاط کرد.

## ممنوعیت مصرف
در تاریخ ۱ آوریل ۲۰۲۰ سازمان غذا و دارو آمریکا مصرف تمام اشکال دارویی رانیتیدین را به علت سرطان‌زا بودن ممنوع اعلام کرد. به خاطر وجود ماده ای به نام نیتروزامین که طبق تحقیقات به عمل آمده توسط آمریکا این ماده که در رانیتیدین وجود دارد سرطان زا می‌باشد. و سازمان غذا و داروی ایران نیز تولید و عرضه این دارو را متوقف کرده‌است و دستور داده‌است که این دارو باید از داروخانه‌ها جمع‌آوری شود.
سازمان غذا و دارو ایران همچنین به همکاران جامعه پزشکی توصیه کرده که از سایر دسته‌های دارویی H2 بلاکرها و مهارکننده‌های پمپ پروتون (PPI) مانند فاموتیدین، امپرازول، سایمتیدین که تاکنون طبق مطالعات صورت‌گرفته هیچ‌گونه آلودگی NDMA را نشان نداده‌اند، به عنوان گزینه‌های درمانی جایگزین استفاده کنند.

## [۷]پانویس
1. ↑  "Ranitidine Use During Pregnancy". Drugs.com. 2 December 2019. Retrieved 18 December 2019.
2. 1 2  Gardner JD, Ciociola AA, Robinson M,  et al. (July 2002). "Determination of the time of onset of action of ranitidine and famotidine on intra-gastric acidity". Aliment. Pharmacol. Ther. 16 (7): 1317–1326. doi:10.1046/j.1365-2036.2002.01291.x. PMID 12144582.
3. ↑  «رانیتیدین در وبگاه اطلاعات دارویی دارویاب». بایگانی‌شده از اصلی در ۱۱ نوامبر ۲۰۱۲. دریافت‌شده در ۱ نوامبر ۲۰۱۲. مقدار |dead-url=dead نامعتبر (کمک)
4. ↑  "FDA Requests Removal of All Ranitidine Products (Zantac) from the Market". U.S. Food and Drug Administration. 2020-04-01. Retrieved 2020-04-03.
5. ↑  [https://ifdana.fda.gov.ir/fa/News/17156==%5Bپیوند+مرده%5D
6. ↑  https://www.fda.gov.ir/fa/اطلاعیه‌ها/ریکال-کلیه-محصولات-رانیتیدین%5Bپیوند+مرده%5D
7. 1 2  «جایگزین راینتیدین». جایگزین قرص راینتیدین. دریافت‌شده در ۲۰۲۲-۱۲-۱۳.